# Logický pozitivismus
Logický pozitivismus (někdy též novopozitivismus či neopozitivismus, zhruba od konce 30. let též logický empirismus) je filozofický směr, který vznikl na počátku 20. století a klade si za úkol řešit vztah filosofie a vědy v otázce relevance výpovědi o světě. Základními prvky tohoto učení jsou empirismus (přesvědčení o původu veškerého poznání ve smyslové zkušenosti) a racionalismus, resp. scientismus (formální logika a matematika, nezpochybnitelné deduktivní odvozování). Označení neopozitivismus se často používá v kritickém smyslu. V rámci moderní vědeckoteoretické diskuse se neopozitivismus rozvinul natolik, že nemůže být považován za jednotnou vědeckou koncepci.
Zakladatelé navazovali na empiriokriticismus Ernsta Macha a logický atomismus Bertranda Russella a Ludwiga Wittgensteina. Velkým impulsem pro vznik této teorie byla Wittgensteinova práce Tractatus Logico-Philosophicus.
Představiteli logického pozitivismu byli Hans Hahn, Moritz Schlick, rakouský filosof a logik Rudolf Carnap působící během třicátých let 20. století jako profesor německé univerzity v Praze, Hans Reichenbach, Herbert Feigl, Otto Neurath a další (Vídeňský kroužek). Vývoj učení významně ovlivnil rakouský sociolog Karl Popper, aktivní člen liberálního „think tanku“ a hlavní představitel kritického racionalismu, hlavně jako oponent Carnapa. Karl Popper přišel s principem falzifikace (vyvrácení), což byl onen hlavní rozdíl mezi ním a Carnapem, který zastával princip verifikace (ověření).
Původní kořen neopozitivismu je ovšem americký a je spojen se jménem a dílem G. A. Lundberga. Lundberg byl silně ovlivněn americkým behaviorismem, psychologickou teorií, která odvozuje naše vědění o lidské psychice z viditelného (manifestního) chování. Kromě toho byl silně ovlivněn fyzikem P. Bridgmanem, který zavedl do vědy pojem operacionální definice: pojem má místo ve vědě tehdy a jen tehdy, jestliže dokážeme ukázat, jak je možné jej pozorovat nebo měřit a jaké operace k tomu můžeme použít.

## Kořeny
Logický pozitivismus má (samozřejmě kromě svého prapočátku v klasickém pozitivismu Comtově, na nějž ale logičtí pozitivisté nikdy neodkazují, ač to byl onen „první pokus o exaktnost“) – ačkoliv je problémově a věcně zcela konzistentní – tři odlišné kořeny spojené se třemi významnějšími reprezentanty tohoto směru. Paul F. Lazarsfeid začínal v Rakousku studiem matematiky – v roce 1925 ho zakončil prací Aplikace Einsteinovy teorie gravitace a pohyb Merkuru, téhož roku zakládá ale také ústav pro aplikovanou psychologii. Když se na počátku třicátých let chtěl věnovat výzkumu volného času, pověděl mu významný rakouský politik – a co tak nezaměstnanost, není to věc důležitější a živější? Spolu se svou tehdejší ženou Marií Jahoda napsal studii Marienthal. Podstatné jsou nicméně vlivy, jež utvářely Lazarsfeldův pohled na skutečnost. Lasarsfeld byl v úzkém styku se dvěma významnými členy Vídeňského kroužku, což byla skupina matematiků a fyziků, kteří promýšleli problémy jazyka věd, výstavbu vědecké teorie, roli logiky, matematiky atd. Ti se stýkali s Ludwigem Wittgensteinem, který ale sám členem kroužku nebyl. Lazarsfeld byl silně ovlivněn sociologizujícím filosofem Otto Neurathem a filosofem Rudolfem Carnapem. Jedním ze snů Vídeňského kroužku bylo „ustanovení“ jednotné vědy, která by pomocí jednotného jazyka odstranila bariéry mezi vědami – jež jsou spíše komunikační vadou než předmětným rozdílem. Když byl Lazarsfeld nucen odejít do USA, začíná plodné období jeho života, které je korunováno řadou znamenitých výzkumů, mj. i tím, že obohatil sociologii novými tématy a pojmy jako je „latentní struktura“, skalogram, „opinion  leader“ atd. Není bez zajímavosti, že Lazarsfeld byl pravděpodobně ze všech neopozitivistů nejtolerantnější – pokusil se dokonce o spolupráci s tzv. frankfurtskou školou, i když bez valného úspěchu. Jeho výzkumy masových médií (tisku a rozhlasu) je ovšem nutno pokládat za klasické.
Druhým významným inspirátorem sociologického neopozitivismu byl člen Vídeňského kroužku Otto Neurath, který se pokusil dát „Vídeňské inspiraci" sociologický tvar. Jeho Empirická sociologie z roku 1931 je radikálním manifestem netriviálního fyzikalismu: Nejde o to, že sociologie má pomocí fyzikálních tvrzení vysvětlovat společenské jevy, nýbrž má spíše akceptovat strategii poznávání světa, jež je fyzice vlastní. Podobně jako Lundberg v Americe, i Neurath se přihlásil k behaviorismu, který redukuje na tezi, že „věda zná pouze takové chování, které se dá pozorovat a vědecky fotografovat.“ Jako všichni pozitivisté odmítá metafyziku, což má u Neuratha konkrétní podobu odporu vůči „chápající sociologii“ německé (Weber, Dilthey, ale i Sombart) – k Weberově slavné knize o původu kapitalismu poznamenává: „Jsou protestanti, ale není nic takového jako protestantismus.“ Jak poznamenává Jerzy Szacki, „pozitivními hrdiny“ Neurathovy knihy byli Marx s Engelsem, zejména z období Německé ideologie, protože jejich materialistické pojetí dějin je nemetafyzické a nejvíce se blíží „ideálu fyzikalismu“. Není divu, že přes kritické výtky, které k Marxovi měl, také nakonec formuloval „inženýrské ideje“ na úrovni celé společnosti, čímž by fyzikalistickou sociologii dostatečně diskreditoval, kdyby se byla v této „neurathovské podobě“ rozšířila. Ale to se nestalo.
Původní kořen neopozitivismu je ovšem americký a je spojen se jménem a dílem G .A. Lundberga. Lundberg byl silně ovlivněn americkým behaviorismem, psychologickou teorií, která odvozuje naše vědění o lidské psychice z viditelného (manifestního) chování. Kromě toho byl silně ovlivněn fyzikem P. Bridgmanem, který zavedl do vědy pojem operacionální definice: pojem má místo ve vědě tehdy a jen tehdy, jestliže dokážeme ukázat, jak je možné jej pozorovat nebo měřit a jaké operace k tomu můžeme použít. Idea operacionálních definic zůstala, Lundbergův radikální behaviorimus a fyzikalismus (snaha připodobnit výstavbu sociologie fyzice) jsou neodvolatelně zastaralé. Svědčí o tom (alespoň nepřímo) i to, že ani velká kompendia dějin sociologie (Jerzy Szacki) nebo přehledy moderní sociologie (Austin Harrington či Danilo Martucceli) Lundberga nezmiňují.

## Scientismus
Základním postulátem obsaženým ve všech pracích byla představa, že pouze věda může prezentovat věrohodné výsledky, které mají objektivní platnost a pravdivost. Tyto výsledky mají být základem pro vytvoření racionálních základů lidského myšlení. Logičtí pozitivisté sami se pak považovali za vědecké filosofy a pozitivistická filosofie po nějakou dobu byla synonymem pro „vědeckou filosofii“, resp. „vědecký světový názor“.

### Kritika
Kritický racionalismus Karla Poppera upozorňuje na omezenost každého poznání a odmítá představu, že by se poznání nějakou metodou dalo zajistit proti omylům.

## Antimetafyzický postoj
Logičtí pozitivisté označovali filosofické úvahy postrádající souvislost s vědeckými procedurami a postupy za „metafyziku“. Charakteristický je název známé Carnapovy statě Překonání metafyziky logickou analýzou jazyka. Carnap připouští jen dva druhy smysluplných vět:
1. věty pravdivé na základě vlastní formy (formule logiky a matematiky, které nevypovídají nic o zkušenosti),
2. věty převoditelné na protokolární věty (zkušenostní věty).

Věty metafyziky nepatří ani do jedné skupiny a musí být odmítnuty jako věty beze smyslu. Carnap ve své stati tvrdí: „(Pseudo)-věty metafyziky neslouží k výkladu faktů, [...] slouží k výrazu životního pocitu.“

### Kritika
Ač logický atomismus i neopozitivismus proklamují „odmítání metafyziky“, de facto zavádějí svůj vlastní „metafyzický realismus“. Jejich základem je apriorní přesvědčení, že svět má racionální strukturu (logickou formu), k jejímuž poznání stačí čistý rozum.

## Empirismus
Z pohledu logického pozitivismu má věda empirický původ. Základem vědecké činnosti jsou pozorování a experiment. Východiskem vědy, stejně jako „zdravého rozumu“, je „empirická realita“. V protikladu k metafyzice není možné dané formulovat, ale je možné na ně pouze ukázat. „Dané“ (tj. data získaná pozorováním) je to nejjednodušší a nesporné. Dané je přijímáno jako filosoficky neutrální. Věda nemůže v otázce reálnosti daného zaujmout ani souhlasné, ani zamítavé stanovisko, protože otázka sama nemá empirický význam.
Empirické kritérium smyslu tvrdí, že „smysl věty je metoda její verifikace.“ Filosofická analýza by v tomto pojetí měla zjišťovat, zda má věta smysl. Teprve potom může být věta verifikována, tj. rozhodnuto, zda je pravdivá či nepravdivá. Verifikace sama je otázkou empirické vědy, nikoli filosofie.

### Kritika
Ontologicky orientovaní filosofové vytýkají logickému pozitivismu jeho reduktivní přístup: nakonec „stojíme před bází empiricky daného a nemůžeme říci, ani komu je to dáno, ani co se stává daností.“

## Metoda verifikace
Pro původní nopovozitivismus je základem poznání fenomenalistická báze, která obsahuje přímé zkušenosti člověka (pozorovatele). Filosofie měla logicky rekonstruovat empirické poznání
1. explicitní definicí všech vědeckých pojmů v jazyce báze a
2. redukcí všech výpovědí na observační (protokolární) věty.

Metoda verifikace je pak přímočará: pravdivostní hodnota výpovědí je jednoznačně dána pravdivostní hodnotou základních vět a znalostí významu logických spojek. Poněkud to připomíná Leibnizův program (calculus ratiocinator a characteristica universalis).

### Kritika
Tato verze kritéria verifikace byla opuštěna zejména pro nemožnost překladu například dispozičních pojmů („rozpustný ve vodě“) nebo pojmů označujících fyzikální objekty („hmota“ či „elektron“).

## Induktivismus
Induktivní strategii vytváření vědy rozpracovali již Francis Bacon a John Stuart Mill formulací základních kánonů vědecké indukce. Logičtí pozitivisté jejich výsledky přejali jako metodologický nástroj a zpočátku se jejich důkladnou analýzou nezabývali.
Novopozitivistická představa budování vědy je zhruba tato: jestliže vědci získají pevnou empirickou bázi, mohli by pokračovat v zobecňování a vytváření empirických generalizací. Dále by generalizovali empirické zákony, na jejichž základě by generovali vědecké zákony a obecná teoretická tvrzení ve formě zákonů.

### Kritika
Ve svých pracích ukázali Pierre Duhem (1861–1916) a W. V. Quine (1908–2000), že z empirické báze nelze jednoznačně vyvodit jedinou správnou generalizaci. Toto tvrzení dnes známe jako „Duhem-Quinovu tezi o nedourčenosti teorie empirickou evidencí“.

## Závěr
Logičtí pozitivisté postupně přecházejí k analýze jazyka vědy. Znamená to přechod od objektového jazyka k metajazyku. Cílem se stává analýza a preskripce metod vědecké práce.
Logický pozitivismus jako ucelený filosofický přístup je podle všeho již minulostí. Ve své době se rozšířil po téměř celém západním světě. Na amerických univerzitách byli jeho nositeli členové Vídeňského kruhu, kteří odešli z Evropy za druhé světové války nebo po ní.
Logický pozitivismus byl zásadní pro vývoj rané analytické filosofie a v první polovině dvacátého století s ní byl někdy ztotožňován. Logický positivismus značně ovlivnil filosofii jazyka a od 20. do 50. let reprezentoval dominantní filosofii vědy.